# Liste der Monuments historiques in Aulnay (Aube)
Die Liste der Monuments historiques in Aulnay führt die Monuments historiques in der französischen Gemeinde Aulnay auf.

## Liste der Objekte
| Bezeichnung                     | Beschreibung                                                                                            | Standort                     | Kennzeichnung | Schutzstatus | Datum | Bild |
| ------------------------------- | --- | ---------------------------- | ------------- | ------------ | ----- | ---- |
| Kruzifix                        | Holz, farbig gefasst, 16. Jahrhundert                                                                   | in der Kirche St-Remi (Lage) | PM10003587    | Inscrit      | 1976  |      |
| Skulptur Heiliger Rochus        | Kalkstein, farbig gefasst, Ende des 16. Jahrhunderts; im Musée Napoléon in Brienne-le-Château deponiert | in der Kirche St-Remi (Lage) | PM10000062    | Classé       | 1977  |      |
| Skulptur Heilige Sabina von Rom | Kalkstein, farbig gefasst, 16. Jahrhundert; im Musée Napoléon in Brienne-le-Château deponiert           | in der Kirche St-Remi (Lage) | PM10003584    | Inscrit      | 1974  |      |
| Skulptur Heiliger Remigius      | Holz, farbig gefasst, 16. Jahrhundert                                                                   | in der Kirche St-Remi (Lage) | PM10003585    | Inscrit      | 1976  |      |
| Skulptur Johannes der Täufer    | Kalkstein, farbig gefasst, 16. Jahrhundert; verschwunden                                                | in der Kirche St-Remi (Lage) | PM10003031    | Classé       | 1925  |      |
| Tabernakel                      | Holz, farbig gefasst und vergoldet, 18. Jahrhundert                                                     | in der Kirche St-Remi (Lage) | PM10003586    | Inscrit      | 1976  |      |
| Adlerpult                       | Holz, Anfang des 19. Jahrhunderts                                                                       | in der Kirche St-Remi (Lage) | PM10003588    | Inscrit      | 1976  |      |
| Grabstein für Jehan Lebon       | Kalkstein, bezeichnet 1574; beim Abbruch des Chorraums zerstört                                         | in der Kirche St-Remi (Lage) | PM10003589    | Inscrit      | 1976  |      |
| Vier Kirchenfenster             | aus dem 16. Jahrhundert; in der Mairie deponiert                                                        | in der Kirche St-Remi (Lage) | PM10000059    | Classé       | 1894  |      |
| Skulptur Madonna mit Kind       | Holz, farbig gefasst, 16. Jahrhundert                                                                   | in der Kirche St-Remi (Lage) | PM10000060    | Classé       | 1925  |      |
| Skulptur Heiliger Antonius      | Kalkstein, farbig gefasst, 16. Jahrhundert; im Musée Napoléon in Brienne-le-Château deponiert           | in der Kirche St-Remi (Lage) | PM10000061    | Classé       | 1925  |      |